# Svælg
Svælget (latin pharynx) er et forbindelsesled mellem mund og spiserør.
Svælget er bag mund- og næsehulen og over spiserøret og luftrøret (rørene, der går ned til henholdsvis maven og lungerne). Svælget fører mad til spiserøret og luft til strubehovedet. Strubelåget kaldet epiglottis forhindrer mad i at trænge ind i svælget.
Svælget findes i hvirveldyr og hvirvelløse dyr, selvom dets struktur varierer på tværs af arter.